# 송도과학로
송도과학로(Songdogwahak-ro)는 인천광역시 연수구 송도동에 있는 도로로, 총 연장은 1.570 km이다. 도로의 명칭이 유래된 것은 과학단지 및 연구시설을 반영하였기 때문이다.

## 역사
- 2012년 5월 22일 : 도로명으로 송도과학로를 고시

## 주요 경유지
- 연수구
  - 송도동

## 접촉하는 도로
- 송도국제대로
- 송도바이오대로

## 주요 건물 및 시설
- SK에너지 송도사랑주유소 (송도과학로 13/송도동 158-4)
- 생활폐기물자동집하처리시설 (송도과학로 31/송도동 159-1)
- 송도테크노파크IT센터 (송도과학로 32/송도동 172-1)
- 송도테크노파크BT센터 (송도과학로 56/송도동 172-3)
- 송도AT센터 (송도과학로 70/송도동 172-5)
- 연세대학교 국제캠퍼스 (송도과학로 85/송도동 162-1)
- 포스코글로벌 R&D CENTER (송도과학로 100/송도동 180-1)